# Wadi Halfa
Wadi Halfa (in arabo: وادي حلفا) è una città del Sudan del nord, sulle rive del lago Nasser (che in Sudan viene chiamato anche Lago Nubia). La città ha una popolazione di 15 000 abitanti (2005).

## Storia
Anticamente segnava il confine tra l'Alto Egitto e la Nubia; la località conserva numerose testimonianze archeologiche, tra cui una stele attribuita a Cheope; è stata sede di diversi scavi archeologici, soprattutto durante la costruzione della Diga di Assuan.
Altre iscrizioni sono state scoperte con riferimenti a battaglie sostenute dal sovrano Sesostri I per la conquista della Nubia e una stele menziona un tempio dedicato a Horus.
Alcune delle iscrizioni risalgono alla I dinastia e al sovrano Djer.
La città moderna fu fondata nel XIX secolo, ed è nota soprattutto per essere stata il quartier generale (tra il 1895 e il 1898) del Regno Unito durante la guerra contro il ribelle sudanese Muhammad Ahmad, che si era proclamato Mahdi.
La linea ferroviaria fino al fiume Nilo fu usata a partire dal 1897 per le esigenze militari della Guerra mahdista; si estende, via Atbara, fino ad al-Ubayyid (chiamata anche El Obeid, dalla pronuncia inglese) e da lì verso il Sudan dell'est e dell'ovest.
Durante la Seconda guerra mondiale, Wadi Halfa fu un avamposto degli Alleati in Africa.
La città odierna presenta diverse industrie, tra cui un allevamento di pesci cinese. Gran parte degli abitanti si sono trasferiti dopo la costruzione della Diga di Assuan.